# 国防部参謀本部軍事情報局
軍事情報局（ぐんじじょうほうきょく、英: Military Intelligence Bureau；略称: 軍情局、MIB）は、中華民国の国防部参謀本部に直属する情報機関である。中華人民共和国の政治・軍事情勢に関する情報収集を主な任務とする。

## 歴史
1985年7月1日、情報局と国防部特種情報室の統合により設立。軍事情報局は、国防部参謀本部に隷属し、参謀総長の指揮を受ける。

## 機構
本部は、台北市用陽山の麓の芝山に位置し、芝山荘と俗称される。情報学校は、新荘又は山竹営区と俗称される。その外、菁山荘、渓園営区、精誠営区等と称される単位が存在する。
- 第一処：総体情報作戦計画の企画
- 第二処：情報分析と指導
- 第三処：海外基地の発展・人事・作為・指導等
- 第四処：敵後方情報の発展と派遣
- 第五処；敵後方武力の組織と派遣
- 第六処：心理戦防護と謀略
- 電子作戦処：電波諜報・通信傍受・暗号解読
- 交通中心：海外基地との連絡
- 情報研究室：技術情報の分析

## 選抜・訓練
軍事情報局の情報要員は、情報専科班を通して招聘した者の外、各軍の現役将校中から本人の同意を得て選抜を実施する。現役将校から成る間諜培訓班は、通常、毎年1回開班され、120人前後が採用される。情報専科班は最初に9週の基本訓練を受け、現役将校は直接、情報学校で13週の情報教育を受ける。教育科目は、爆破、射撃、撮影、無線、暗号等を含む。
その外、陸軍谷關特種作戦基地でサバイバル訓練を受け、屏東傘兵訓練基地で3回以上のパラシュート降下を行う。また、海軍陸戦隊の蛙人基地で水中特殊訓練を受け、特勤隊で各種小火器の射撃に習熟する。
最終的に学生は、海外旅行を利用した「境外総合考査」を通して総合情報収集能力を試験され、合格者が情報業務に採用される。教育期間中、学生の氏名は完全に秘匿され、情報系統からの離脱後も、3年間は出国、帰郷が制限される。

## 活動
軍事情報局は、六大計画（夏陽、黎明、先基、晨曦、春風、復華）に従い、中国大陸で軍事情報の収集を行っている。
夏陽計画とは、大陸の政治・軍事・経済・科学技術等9項目の戦略情報の収集を指す。特に、北京、天津、瀋陽、南京、蕪湖、逐渓、湛江等、20の大都市が優先目標とされている。
黎明計画とは、中台衝突発生時に台湾の特殊部隊に攻撃目標の情報を提供することを指す。舟山、汕頭、廈門を含む大陸東南部沿岸の9ヶ所を目標としている。
先基計画とは、大陸沿岸部のミサイル基地、レーダー・サイト、指揮センター、通信拠点、軍港及び飛行場の6種の軍事施設を目標とし、警戒性軍事情報の収集を行うことを指す。
晨曦計画とは、中台衝突発生時に大陸に潜伏させた情報組織に爆破、投毒、暗殺等の破壊工作を実行させることを指す。
春風計画とは、中国共産党員、人民解放軍軍人、宗教活動家、少数民族の体制からの離反を企図している。
復華計画とは、軍事情報局が採用・訓練・派遣した情報要員に諜報活動を行わせることを指す。
1949年以降、3千人以上の軍事情報局員が殉職したという。